# Eutoea heteroneurata
Eutoea heteroneurata är en fjärilsart som beskrevs av Achille Guenée 1858. Eutoea heteroneurata ingår i släktet Eutoea och familjen mätare. Inga underarter finns listade i Catalogue of Life.